# Un échec
Un échec est une nouvelle de Guy de Maupassant, parue en 1885.

## Historique
Un échec est initialement publiée dans la revue Gil Blas du 16 juin 1885, puis dans le recueil Le Rosier de Mme Husson en 1888.

## Résumé
Sur le bateau, entre Nice et Bastia, le narrateur, dont nous ne connaissons pas l'identité, remarque une jeune femme gentille et assez modeste. Pour occuper sa traversée, il va lui parler, il l'observe par ses manières ou ses habitudes et découvre que cette femme a un mari et qu'elle aime Paris.    
Il lui raconte des anecdotes sur cette ville et il embrasse cette fille le lendemain.    
Elle lui met une claque pour ce geste et s'endort quand elle arrive chez elle. Elle semble avoir tout oublié et fait mine de rien devant son mari.   

## Éditions
- 1885 -  Un échec, dans Gil Blas
- 1888 -  Un échec, dans Le Rosier de Mme Husson recueil paru en 1888 chez l'éditeur Quantin.
- 1979 -  Un échec, dans Maupassant, Contes et nouvelles, tome II, texte établi et annoté par Louis Forestier, Bibliothèque de la Pléiade, éditions Gallimard.